# 42V電装
42V電装とはかつて試みられた自動車で使用される電源電圧。

## 概要
42Vというのはオルタネータによる発電時の電圧でバッテリーの電圧は36Vになる。2000年代初頭の見通しでは普及すると予想されていたものの、実際に発売された車種はマイルドハイブリッド車など、数車種に留まった。普及に至らなかった原因としては高圧化に伴い、既存の補機を新規に開発する必要があるので費用対効果が乏しい事や電動パワーステアリング等、当時は高圧化しなければ実現が困難であると考えられた用途でも高圧化せずに従来の12Vで実現可能だった事などが挙げられる。

## 背景
1990年代末より増大し続ける自動車の電力需要に応じるために電源電圧の昇圧が検討された。

## 42Vへの昇圧に伴う利点
高電圧化する事により、オームの法則により、同じ電力を送電する場合に電流が少なくて済む為、電流値に比例する送電損失を低減可能である。つまり、同じ電力量を細いハーネスで送電可能で、同じ出力のオルタネータや電動機を小型化可能なため、金属資源の節約、軽量化、燃費向上に貢献する。アイドリングストップ時にも36Vバッテリーから供給される電力でコンプレッサーを駆動するため、停止中もエアコンが作動する。

## 42Vへの昇圧に伴う問題点
従来の12Vで作動する補機を利用できないため、新たに開発するか、12Vに降圧して使用する必要があり、後者の場合には12V系と42V系が混在する結果となり、効果が限定的に留まる。更に大きな問題は、電圧が印加された接点や端子の開離時に生じる火花が3倍のエネルギーを有する事とノイズ、電線の焼損が起きやすくなる事である。

## 経緯
2001年8月に発売されたトヨタ・クラウンマイルドハイブリッドや日産・マーチe-4WDで採用されたものの、普及には至らなかった。42V車のバッテリ電圧は36Vだった。

## その後の動向
42V化は断念されたものの、年々高まる電力需要により、高圧化の需要は根強く、マイルドハイブリッドへの適用を視野に欧州で規格策定が進められ、2011年にフォルクスワーゲン、ポルシェ、アウディ、ダイムラー、BMWによって48Vの電源規格であるLV148が策定された。ISOのISO/TC22/SC3/WG14で42V回路電圧条件の規格案が議論されている。